# ناحیه اورنج، شهرستان کلارک، ایلینوی
ناحیه اورنج، شهرستان کلارک، ایلینوی (به انگلیسی: Orange Township) یک منطقهٔ مسکونی در ایالات متحده آمریکا است که در شهرستان کلارک، ایلینوی واقع شده‌است. ناحیه اورنج ۲۳۰ نفر جمعیت دارد و ۱۷۸ متر بالاتر از سطح دریا واقع شده‌است.